# Buchwaldt (Adelsgeschlecht)

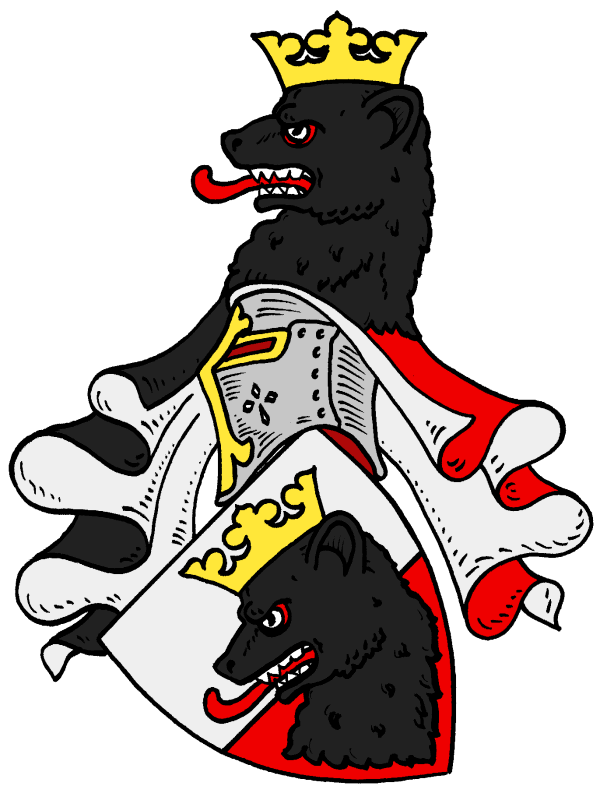
Stammwappen derer von Buchwaldt

Buchwaldt, auch Buchwald, ist der Name eines alten holsteinischen, später auch mecklenburgischen Adelsgeschlechts. Angehörige der Familie standen vor allem in königlich dänischen Diensten und gelangten dort zu Besitz und Ansehen. Zweige der Familie bestehen bis heute.

## Geschichte

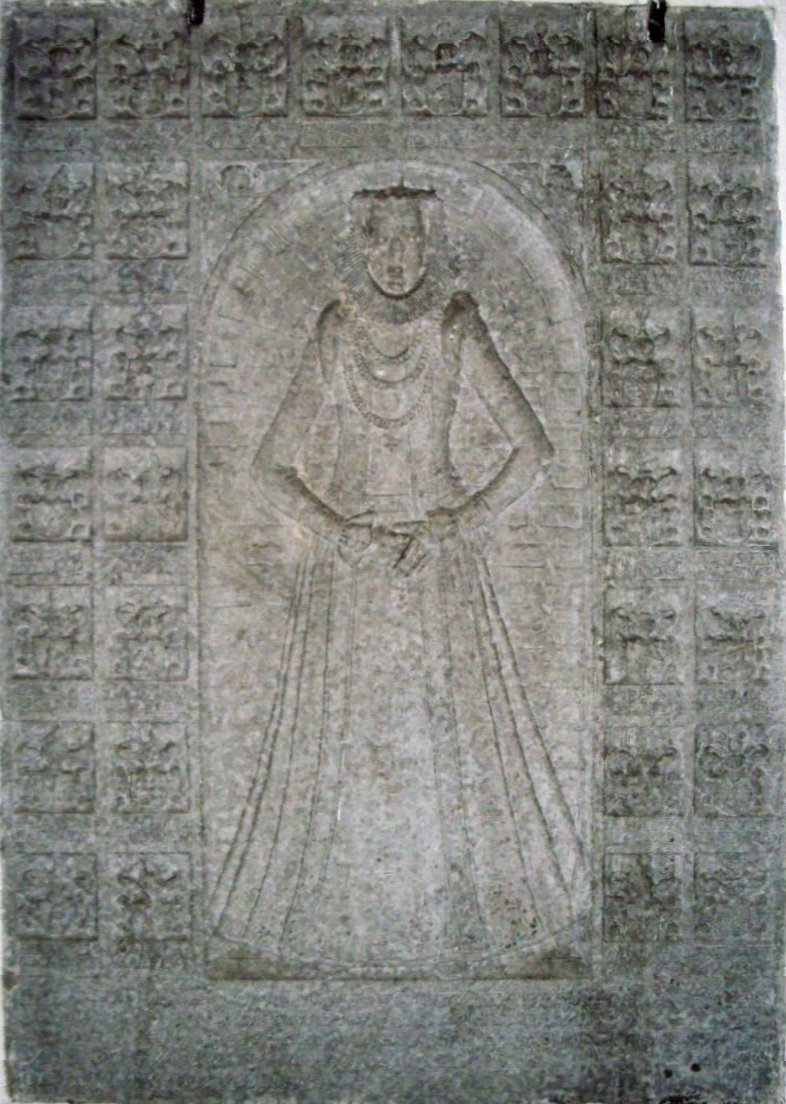
Epitaph der Anna von Buchwaldt (1597) in der Flensburger Marienkirche

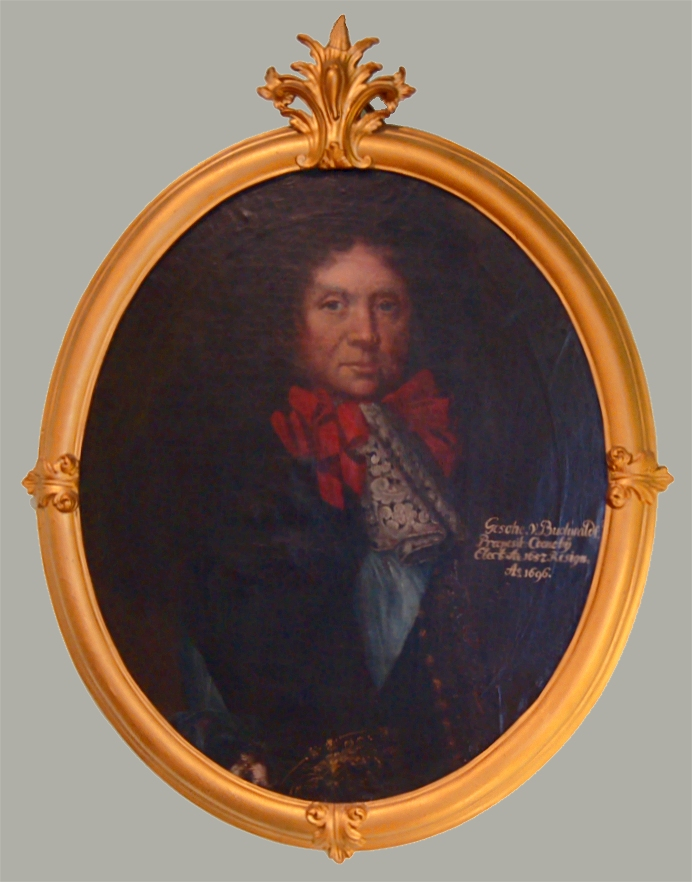
Gosche von Buchwaldt (* 1624; † 1700)

### Herkunft
Die Herren von Buchwaldt gehören zu den Equites Originarii (lat. – ursprüngliche Ritter), dem schleswig-holsteinischen Uradel. Sie zogen aus den Marschen nach Wagrien und erscheinen im Jahre 1233 mit Sifridus de Bokwolde erstmals urkundlich. Mit ihm beginnt auch die ununterbrochene Stammreihe der Familie.

### Ausbreitung und Persönlichkeiten
Nach älterer Literatur gehört auch der bereits 1203 genannte Detlev von Bockwold zur Familie. Er wird in einem Privileg der Stadt Hamburg, ausgestellt vom dänischen König, als Zeuge genannt. Demnach waren auch Conrad von Buchwaldt, der 1286 als Propst des Klosters Preetz erscheint, und Johannes (Johann) von Bokholt, der von 1308 bis 1331 Bischof von Schleswig war, Familienmitglieder. Der reiche Grundbesitz ging nach Fehden gegen die Grafen von Holstein und die Stadt Lübeck zum großen Teil verloren. Zehn Angehörige des Geschlechts wurden während der Auseinandersetzungen von den Lübecker Bürgern gefangen genommen und öffentlich enthauptet.
Die Reste zahlreicher Burganlagen und befestigter Höfe zeugen von der weiten Verbreitung der Familie – so die Burg Gosevelde, Burg Snykrode, des Burghügels in Offendorf, des Burghügels in Groß Parin und der Wehranlage in Hobbersdorf. In Johannstorf im Nordwesten Mecklenburgs errichteten die Buchwaldts eine Wasserburg, die 1743 durch ein barockes Herrenhaus ersetzt wurde, das die Erben aus der Familie Schack von Buchwald, erbauten.
Im Kampf des dänischen Königs Johann I. und seines Bruders Herzog Friedrich von Holstein gegen die Dithmarscher Bauernrepublik sollen in der Schlacht bei Hemmingstedt am 17. Februar 1500 sechs Buchwald, die in dänisch-holsteinischen Diensten standen, gefallen sein.
Gottschalck von Buchwaldt, Herr auf Olpenitz, war zunächst Gesandter und Geheimer Rat beim dänischen König Friedrich III. und später bei dessen Sohn und Nachfolger Christian V. Wolf, Caspar und Friedrich von Buchwaldt waren 1637 königlich dänische Landräte. Heinrich von Buchwaldt wurde königlich dänischer Oberst und Friedrich von Buchwaldt erscheint 1644 als königlich schwedischer Oberst. Erstgenannter ist wahrscheinlich identisch mit dem etwas später als dänischer Generalleutnant auftretenden Buchwald und letzterer war 1678 schwedischer Generalmajor, als die Stadt Stralsund während des Nordischen Krieges an Kurbrandenburg fiel, und ab 1690 bis zu seinem Tod 1693 schwedischer Gouverneur von Wismar.
Hans Adolph war 1661 und Caspar von Buchwaldt 1682 herzoglich holsteinisch-gottoper Landrat. Gosche von Buchwaldt lebte 1690 als königlich dänischer Staatsminister und Ritter des Elefanten-Ordens. Anfang des 19. Jahrhunderts war Caspar von Buchwaldt auf Seedorf (Kreis Segeberg) königlich dänischer Kammerherr und Landrat, und Friedrich von Buchwaldt königlich dänischer Kammerherr, Stiftsamtmann über Fyen und Amtmann zu Odense und Dalum. Im 19. Jahrhundert war Kaspar von Buchwaldt auf Gut Pronstorf königlich dänischer Kammerherr und Landrat.
Bereits im 13. Jahrhundert wurde ein Zweig dauerhaft in Mecklenburg ansässig. Angehörige dieses Zweiges gehörten 1523 zu den Mitunterzeichnern der Union der Landstände. Während des 16. Jahrhunderts waren dort die Güter Benitz und Johannsdorf in Familienbesitz. Auf letzterem erscheint 1712 ein Buchwaldt als königlich dänischer Kammerjunker. Im Einschreibebuch des Klosters Dobbertin befinden sich drei Eintragungen von Töchtern der Familien von Buchwaldt aus Johannsdorf aus den Jahren 1746–1890 zur Aufnahme in das dortige adelige Damenstift. Von 1604 bis 1609 war Frau Domina Elisabeth von Buchwaldt Vorsteherin des Konvents im Kloster Dobbertin. Seit der Heirat der Erbjungfer Margarete von Buchwald mit Claus Schack führte diese Linie den Namen Schack von Buchwald.

### Standeserhebungen
Frederic von Buchwald auf Nedergaard / Nord-Lolland, kaiserlicher Oberstleutnant zu Pferd, erhielt am 26. April 1642 die dänische Adelsnaturalisation. Die Linie starb bereits mit seinem Sohn Joachim Christoph von Buchwaldt (1646–1685) aus. Frederic von Buchwaldt, königlich schwedischer Generalmajor der Kavallerie, wurde am 26. Dezember 1675 in den schwedischen Freiherrenstand erhoben. Seine Introduktion bei der Freiherrenklasse der schwedischen Ritterschaft erfolgte 1680 unter der Nummer 68.
Am 26. Mai 1784 erhielt Friedrich (Ludolph Frederik) von Buchwald, nach seiner Heirat mit Charlotte Amalie Baronesse Brockdorff (* 1752; † 1811), Erbin der ehemals Vietinghoffschen Baronie Scheelenborg, das dänische Baronat mit dem Prädikat Buchwald-Brockdorff. Die Ehe wurde aber kinderlos geschieden, und da Baron Frederik auch mit seiner zweiten Ehefrau Sophie Magdalene de Leth (aus dänischem Adel, * 1752; † 1837) keine Kinder hatte, erlosch der Titel wieder. Seine erste Frau heiratete 1787 Wilhelm Theophil Stieglitz, der seinerseits 1790 das dänische Baronat als Stieglitz-Brockdorff erhielt, und führte so ihre Familie auf Scheelenborg weiter.

### Buchwaldscher Hof in Kiel

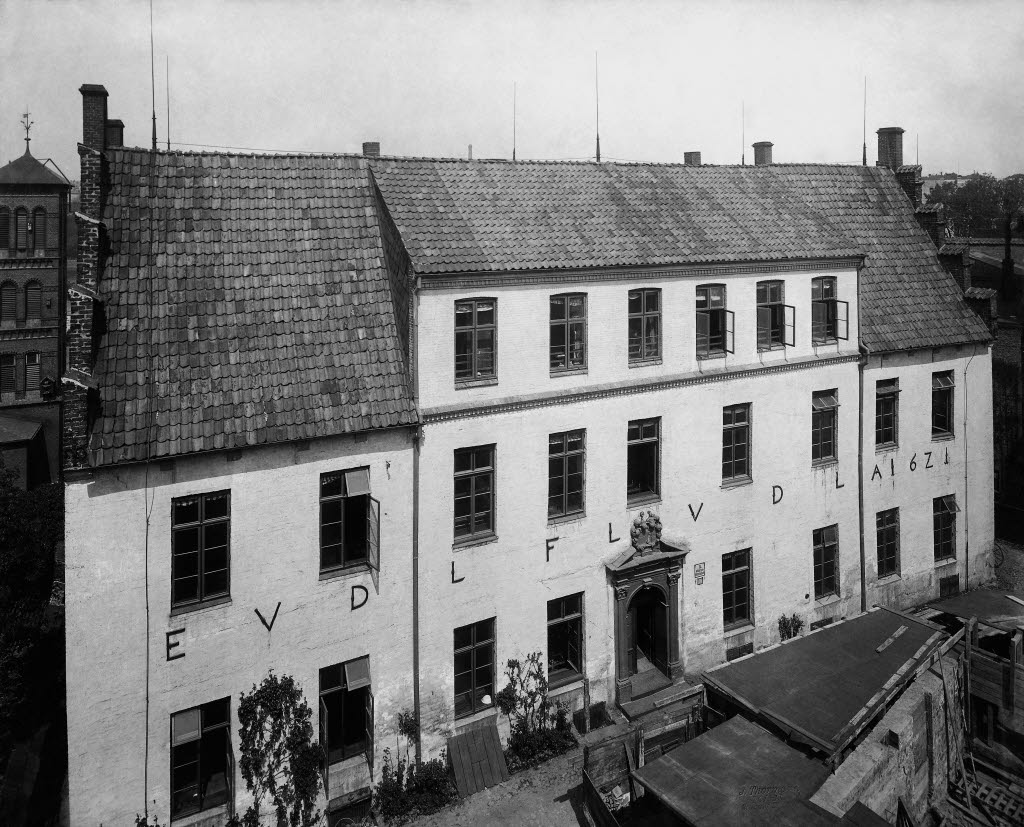
Der Buchwaldsche Hof in Kiel um 1904

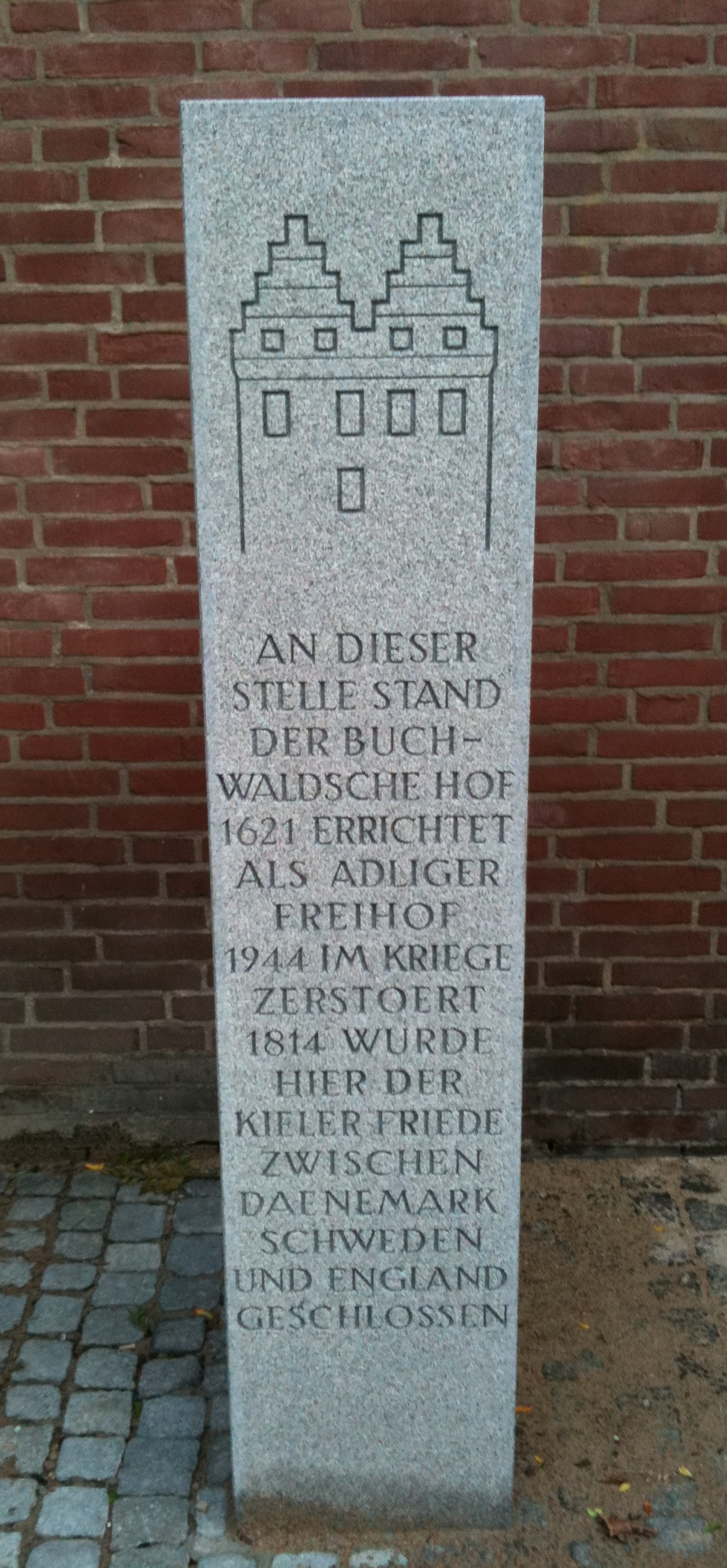
Eine Säule zur Erinnerung an den Buchwaldschen Hof in Kiel, Dänische Straße 31

In der Stadt Kiel in der Nähe des Kleinen Kiels und des Kieler Schlosses wurde 1621 ein Gebäude für Ägidius von der Lancken errichtet. 1787 folgte der Verkauf des Hofes an Caspar von Buchwaldt auf Seedorf. Das Doppelhaus in Backstein mit Zwillingstreppengiebel – der Adelige Freihof der Familie Buchwaldes befand sich auf dem Grundstück Dänische Straße 31 – war der größte Kieler Adelshof. Am 14. Januar 1814 wurde hier der Kieler Frieden zwischen Dänemark, Schweden und England geschlossen. In ihren Anfangsjahren (1861–1877) war die heutige Humboldt-Schule dort untergebracht. Nach einer starken Zerstörung im Zweiten Weltkrieg bei einem Luftangriff am 22. Mai 1944 wurden die restlichen Trümmer des Buchwaldschen Hofes im Jahr 1956 abgetragen.

## Wappen

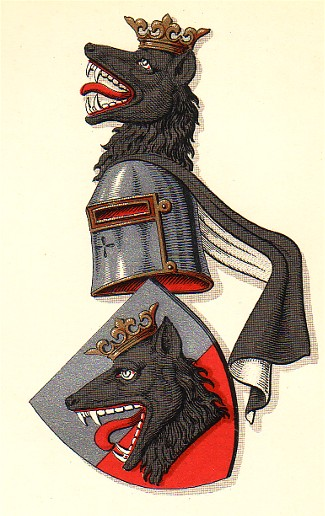
Stammwappen in Danmarks Adels Aarbog 1913

### Stammwappen
Das Stammwappen zeigt in einem von Silber und Rot geteilten Schild einen goldgekrönten schwarzen Bärenkopf mit Hals. Auf dem Helm mit rechts schwarz-silbernen und links rot-silbernen Helmdecken der Bärenkopf.

### Freiherrliches Wappen
Das freiherrliche Wappen, verliehen 1675, ist geviert und belegt mit einem Herzschild (das Stammwappen). 1 von Rot und Silber gespalten, 2 und 3 in Purpur ein gekrönter goldener Löwe mit acht blauen Fähnlein in den Pranken, 4 in Blau ein aufgerichteter rotbezungter silberner Wolf (Wappen von der Wisch). Das Wappen hat zwei Helme, auf dem rechten mit rot-silbernen Decken der Bärenkopf des Stammwappens, auf dem linken Helm mit blau-goldenen Decken der Löwe mit den Fähnlein.

### Wappen Buchwald-Brockdorff
Das Wappen des Barons Buchwald-Brockdorff, königlich dänisch verliehen 1784, ist geviert und belegt mit einem gespaltenen Herzschild, darin rechts in Blau ein schrägaufwärtsfliegender geflügelter silberner Fisch (Wappen von Brockdorff), links in Gold ein mit drei Muscheln belegter Schräglinksbalken (Vietinghoff Scheel). 1 und 4 in Blau ein goldener Bischofshut (Vietinghoff Scheel: Erinnerung an Bischofskandidatur 15. Jh.), 2 und 3 in Gold ein rotbewehrter schwarzer Doppeladler (Kaiserliches Gnadenzeichen für Vietinghoff Scheel). Das Wappen hat zwei Helme, auf dem rechten mit blau-silbernen Decken der geflügelte Fisch (von Brockdorff), auf dem linken mit schwarz-silbernen Decken der Bärenkopf des Stammwappens Buchwald. Schildhalter: zwei braune Greife.

### Amts- und Ortswappen
Elemente und Farben aus dem Wappen der Familie Buchwaldt erscheinen noch heute in einigen schleswig-holsteinischen Amts- und Gemeindewappen.

Amt Bargteheide-Land
Gemeinde Bissee
Gemeinde Scharbeutz

## Namensträger

### Schleswig-Holstein
- Anna von Buchwaldt, Priorin des adeligen Klosters Preetz (1484–1508) und Verfasserin des Buch im Chore
- Caspar von Buchwaldt (1591–1669) auf Pronstorf, Amtmann, Landrat, Ritter des Elefanten-Ordens
- Caspar von Buchwald (1728–1804), Landrat, Kommendator des Johanniterordens[17]
- Friedrich Eduard von Buchwaldt (1871–1954), preußischer Offizier und Probst des adeligen Klosters Uetersen
- Gosche von Buchwaldt (1624–1700), Gutsherr in Schleswig und Holstein
- Hans Adolph von Buchwaldt (ca. 1620–1695), Gutsherr in Holstein
- Jasper von Buchwaldt (1650–1705), herzoglicher Kammerjunker und herzoglich gottorfischer Amtmann
- Ollegard von Buchwaldt (1547–1618), Erbherrin der Güter von Haselau und Kaden
- Magnus von Buchwaldt (Politiker) (1796–1863), deutscher Gutsbesitzer und Politiker, MdL Holstein
- Magnus von Buchwaldt (Reiter) (1910–1987), deutscher Springreiter
- Marie-Louise von Buchwaldt (1904–1978), Priorin des Klosters Preetz

### Domherren in Lübeck
- Christoph von Buchwaldt (1751–1828), Lübecker Domherr seit 8. August 1758
- Hinrich von Buchwald († 1685), Lübecker Domherr seit 6. Juni 1668
- Hinrich von Buchwald († 1753), Lübecker Domherr seit 8. März 1742
- Schack von Buchwald († 1770), Lübecker Domherr seit 5. April 1741, Erbauer von Schloss Johannstorf

### Mecklenburg
- Irmgard von Buchwald-Volkstorf, von 1506–1508[18] in einer Fehde[19] mit der Stadt Lübeck
- Elisabeth von Buchwaldt, von 1604–1609 Domina im Kloster Dobbertin.[20]
- Otto (Friedrich) von Buchwald (1805–1882), Gutsbesitzer von Cladow und Röntgendorf
  - Otto von Buchwald (1843–1934), Ingenieur und Forschungsreisender in Ecuador
  - Adolf August Hermann von Buchwald (1845–1913), Richter und Senatspräsident am Reichsgericht
  - Gustav von Buchwald (1850–1920), Archivar im Kloster Preetz, 1883–1913 Großherzoglich mecklenburg-strelitzscher Archivar in Neustrelitz

## Besitzungen
Zu den zahlreichen Gütern, die sich zumindest zeitweise im Besitz der Familie Buchwaldt befanden, gehören unter anderem Gut Borstel, Gut Ehlerstorf, Gut Grünholz, Gut Grabau, Gut Helmstorf, Gut Jersbek, Gut Knoop, Gut Pronstorf, Gut Sierhagen, Gut Testorf, Gut Tralau, Gut Wensin.